# Thừa Chí
Thừa Chí (tiếng Trung: 承志; 1843 – 1882) là một hoàng thân của nhà Thanh trong lịch sử Trung Quốc, người thừa kế 1 trong 12 tước vị Thiết mạo tử vương.

## Cuộc đời
Thừa Chí được sinh ra vào ngày 15 tháng 9 (âm lịch) năm Đạo Quang thứ 23 (1843), trong gia tộc Ái Tân Giác La. Ông là con trai thứ ba của Tây Lãng A (西朗阿) – tằng tôn của Giản Cần Thân vương Kỳ Thông A, mẹ ông là Thứ thiếp Trịnh thị (鄭氏).
Năm Đạo Quang thứ 29 (1849), tháng 2, ông được phong tước Bất nhập Bát phân Phụ quốc công (不入八分輔國公). Năm Đồng Trị thứ 3 (1864), tháng 9, ông được thế tập tước vị Trịnh Thân vương đời thứ 15. Khi ấy phụ thân, tổ phụ và tằng tổ phụ của ông đều được truy phong làm Trịnh Thân vương. Năm thứ 10 (1871), tháng 6, vì duyên sự mà ông bị cách tước. Tước vị sẽ do Khánh Chí – cháu nội của Trịnh Cung Thân vương Tích Cáp Nạp thế tập. Năm Quang Tự thứ 8 (1882), ngày 24 tháng 11 (âm lịch), giờ Thân, ông qua đời, thọ 40 tuổi.

## Gia quyến

### Thê thiếp
- Đích Phúc tấn: Ngô Lý Dương Hải thị (吳里楊海氏), con gái của Triệu Đắc Ba Trát Bố (趙得巴扎布).
- Thứ thiếp:
  - Lý thị (李氏), con gái của Lý Đại (李大).
  - Triệu thị (趙氏), con gái của Triệu Đại (趙大).
  - Văn thị (聞氏), con gái của Văn Đại (聞大).
  - Chính thị (正氏), con gái của Chính Vĩnh Thăng (正永陞).

### Con trai
1. Văn Mậu (文懋; 1875 – 1888), mẹ là Đích Phúc tấn Ngô Lý Dương Hải thị. Qua đời khi chưa kịp lập gia thất.
2. Sâm Mậu (森懋; 1877 – 1882), mẹ là Thứ thiếp Văn thị. Chết yểu.
3. Sâm Trung (森忠; 1878 – 1886), mẹ là Thứ thiếp Chính thị. Chết yểu.